# Batalla de Santa Bárbara de Cartago (1862)
La Primera Batalla de Santa Bárbara de Cartago fue un enfrentamiento militar sucedida el 18 de septiembre de 1862 en las cercanías de Cartago (Colombia). La batalla fue parte de la guerra civil de 1860 a 1862.
En mayo de 1860 el gobernador liberal del Estado Soberano del Cauca, Tomás Cipriano de Mosquera, se alzó en armas contra el gobierno conservador del presidente Mariano Ospina Rodríguez. Tras su victoria en Campo Amalia (25 de abril de 1861) Mosquera pudo capturar Santa Fe de Bogotá y derrocar al gobierno conservador (18 de julio).
Después de esto le quedó al nuevo gobierno someter los últimos bastiones leales a Ospina. El principal de estos era el Estado Soberano de Antioquia, regido por su gobernador, general Rafael María Giraldo, general en jefe de las fuerzas conservadoras. Mosquera envió al general Santos Gutiérrez.
Giraldo intento detener el avance liberal cerca de Cartago, pero tras varias horas de batalla fue vencido y muerto junto a gran parte de sus fuerzas. Tras esto las autoridades antioqueñas se sometieron a los liberales. Un año después la Confederación Granadina desapareció dejando su lugar a los Estados Unidos de Colombia.